# Харамбашич, Иван
Иван Харамбашич (хорв. Ivan Harambašić; род. 9 декабря 2000, Осиек) — хорватский и швейцарский футболист, защитник клуба ГОШК.

## Карьера

### Начало карьеры
Начинал заниматься футболом в академии швейцарского клуба «Видлисбах», откуда позже футболист перебрался сначала в структуру клуба «Золотурн». В феврале 2016 года футболист перебрался в структуру швейцарского клуба «Кринс», откуда в июле 2016 года футболист перешёл в «Люцерн», где продолжил выступать за юношеском уровне в команде в возрастной категории до 17 лет. В феврале 2017 года футболист стал игроком швейцарского клуба БИЖУН, где также продолжил выступать на юношеском уровне. В августе 2017 года футболист стал игроком швейцарского клуба «Ванген бей Олтен». Дебютировал за клуб футболист 26 августа 2017 года в матче против клуба «Мури», выйдя на замену на 54 минуте. Дебютный гол за клуб футболист забил 21 апреля 2018 года в матче против клуба «Веттинген». В матче 18 мая 2018 года против клуба «Ааргау» футболист отличился забитым дублем. По окончании сезона футболист покинул клуб.
В июле 2018 года футболист на правах свободного агента перешёл в швейцарский клуб «Олд Бойз». Дебютировал за клуб футболист 11 августа 2018 года в матче против клуба «Делемон», выйдя на поле в стартовом составе. Однако закрепиться в основной команде клуба футболист не смог и в феврале 2019 года перешёл в швейцарский клуб «Кёниц». В клубе футболист первоначально отправился выступать за вторую команду клуба, за которую дебютировал 16 марта 2019 года в матче против клуба «Лерхенфельд». Дебютный матч за основную команду клуба футболист сыграл 23 марта 2019 года в матче против клуба «Брюль», выйдя на замену на 73 минуте. Дебютным забитым голом за клуб футболист отличился 11 мая 2019 года в матче против клуба «Мюнзинген». В следующем сезоне футболист смог полноценно закрепиться в основной команде клуба, где за первую половину чемпионата смог отличиться 2 забитыми голами.
В августе 2020 года футболист перешёл в швейцарский клуб «Лозанна Уши». Дебютировал за клуб футболист 20 ноября 2020 года в матче против клуба «Шаффхаузен», выйдя на замену на 31 минуте. Однако сам футболист так и не смог закрепиться в основной команде клуба и в феврале 2021 года на правах арендного соглашения вернулся в клуб «Кёниц». Первый матч за клуб футболист сыграл 6 апреля 2021 года против клуба «Брайтенрайн», выйдя на поле в стартовом составе. По окончании арендного соглашения футболист покинул клуб, за который провёл всего лишь 6 матчей во всех турнирах. В июле 2021 года футболист перешёл в швейцарский клуб «Кринс», с которым подписал двухлетний контракт с опцией продления ещё на сезон. Дебютировал за клуб футболист 28 августа 2021 года в матче против клуба «Винтертур», выйдя на замену на 89 минуте. Футболист смог закрепиться в основной команде, однако по окончании сезона покинул клуб.

### «Метта»
В августе 2022 года футболист на правах свободного агента присоединился к латвийскому клубу «Метта», подписав контракт до конца сезона. Дебютировал за клуб футболист 27 августа 2022 года в матче против клуба «Даугавпилс», выйдя на поле в стартовом составе. Футболист смог закрепиться в основной команде латвийского клуба, за который по итогу сезона провёл всего лишь 6 матчей, результативными действиями не отличившись. По итогу сезона футболист вместе с клубом завершил чемпионат на итоговом предпоследнем месте, отправившись в стыковые матчи за сохранение прописки, в которых сам футболист участие не принимал, в то время как клуб по сумме матчей победил «Гробиню». В декабре 2022 года футболист официально покинул латвийский клуб.

### «Горажде»
В августе 2023 года футболист на правах свободного агента перешёл в боснийский клуб «Горажде». Дебютировал за клуб футболист 2 сентября 2023 года в матче против клуба «Челик», выйдя на поле в стартовом составе. Дебютный гол за клуб футболист забил 7 октября 2023 года в матче против клуба «Слобода». На протяжении первой половины сезона футболист выступал за боснийский клуб в роли одного из ключевых игроков, за который смог отличиться 2 забитыми голами в рамках чемпионата. В декабре 2023 года футболист покинул боснийский клуб, расторгнув контракт по соглашению сторон.

### ГОШК
В январе 2024 года футболист на правах свободного агента стал игроком боснийского клуба ГОШК. Дебютировал за клуб футболист 17 февраля 2024 года в матче против клуба «Игман», выйдя на поле в стартовом составе.